# Людские потери в Первой чеченской войне
Первая чеченская война сопровождалась большими людскими жертвами среди военнослужащих федеральной группировки войск, чеченских войск и мирных жителей республики. Началом войны, как правило, считается ввод российских войск на территорию Чечни (11 декабря 1994), а завершением — подписание Хасавюртовских соглашений (31 августа 1996). Наиболее кровопролитным был первый период войны, с декабря 1994 по июнь 1995 года, причём основная часть жертв приходится на штурм Грозного (январь—февраль 1995). После июня 1995 года боевые действия носили спорадический характер. Они активизировались весной—летом 1996 года и достигли кульминации во время изгнания сил РФ из Грозного, Аргуна и Гудермеса в августе.

## Потери федеральных сил

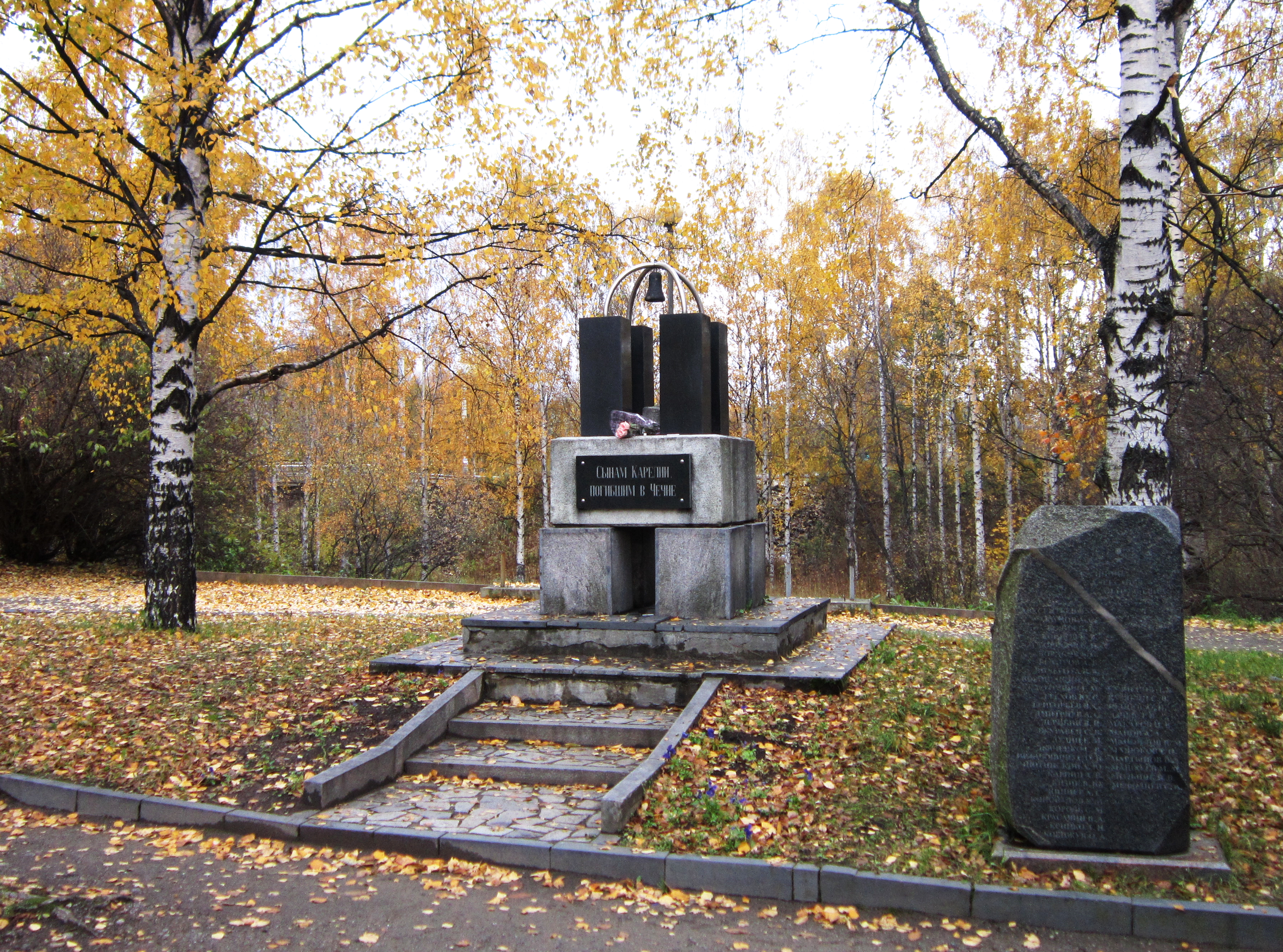
Первый в России памятник жертвам войны в Чечне, установлен в 1997 году, скульптор Ченк Минаевич Шуквани. Памятник «Сынам Карелии, погибшим в Чечне», Петрозаводск.

Непосредственно после завершения войны в штабе Объединённой группировки федеральных сил приводилась следующая статистика (13 октября 1996):
- погибших — 4103
- пленных/пропавших без вести/дезертиров — 1231
- раненых — 19 794

Таким образом, безвозвратные потери на тот момент оценивались в 5334 человека.
Уточнённые данные приведены в книге «Россия и СССР в войнах XX века: Статистическое исследование», вышедшей в 2001 году, статья на сайте «Кавказ. Реалии: Цена войны», вышедшая в 2017 году. Также пресса «The Moscow Times» в 2005 году опубликовала статью о потерях во время первой чеченской войны.
- погибших — более 5500[4][5]
- пропавших без вести — более 3000[4][5]
- раненых, контуженных, травмированных — 52 000[5]

В целом безвозвратные потери федеральных сил составляют 5732 человека, в том числе 3860 военнослужащих Вооружённых Сил РФ и 1872 человека от МВД России и других ведомств. При этом очень низок процент небоевых потерь: за всю войну погиб в различных происшествиях и умер от болезней всего 191 человек, то есть около 4 % от общего числа погибших (в современных военных конфликтах небоевые потери обычно составляют 10—20 % от общих).
По данным Союза комитетов солдатских матерей, в 1994—1996 годах в Чечне погибло не менее 14 000 военнослужащих.
По оценкам источников чеченских сепаратистов, потери федеральных сил в Первой чеченской войне составили до 80 000 человек убитыми.

## Потери ЧРИ

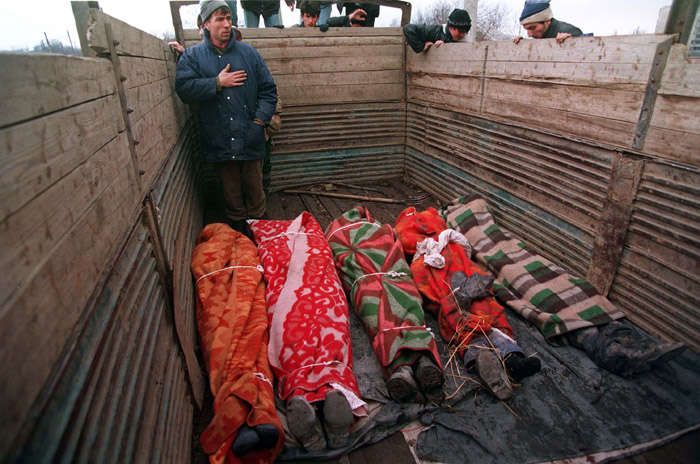
Чеченцы рядом с телами погибших, завёрнутыми в одеяла (сражение за Грозный, январь 1995).

По данным федеральных сил, на 15 августа 1996 года в ходе боевых действий в Чечне безвозвратные потери чеченских вооруженных формирований составляли 17 391 человек.
Источники сепаратистов сообщают, что потери их войск в ходе войны достигают 3800 человек погибшими. В то же время Аслан Масхадов в 2000 году упомянул о 2870 погибших чеченцах в Первой чеченской войне
Авторы книги «Россия и СССР в войнах XX века: Статистическое исследование» предпочли использовать данные Центра этнополитических и региональных исследований (Мукомель В. И.) и SIPRI, на основе которых вывели 2500—2700 погибших сепаратистов.

## Потери мирного населения
В январе 1996 года заместитель секретаря Совета безопасности РФ Владимир Рубанов в интервью информационному агентству «Интерфакс» заявил, что никакой официальной статистики жертв среди мирных жителей Чечни не существует, есть лишь оценка правозащитников — 25—30 тыс. погибших. В 1997 году, накануне подписания российско-чеченского договора, начальник Отдела демографической статистики Госкомстата РФ Борис Бруй обратился в Международный Комитет Красного Креста за оценками потерь гражданского населения Чечни (что подтверждает отсутствие официальной статистики по этому вопросу). МККК перенаправил его в правозащитный центр «Мемориал». Таким образом, обнародованные впоследствии данные Госкомстата о 30—40 тыс. погибших мирных жителей в Первой чеченской войне основываются на информации российских правозащитников.
В то же время некоторые ведомства, судя по всему, имели собственные оценки числа погибших. В конце 1995 года в статье И. Ротаря «Чечня: давняя смута» (Известия. — № 204. — 27 ноября 1995. — С. 4) со ссылкой на МВД России приводилась информация, что за год боевых действий погибло около 26 тыс. человек, из них 2 тыс. российских военнослужащих и 10—15 тыс. чеченских боевиков, остальные — мирные жители (то есть от 9 до 14 тыс.).
Оценка чеченской стороны доступна со слов Аслана Масхадова, в 2000 году говорившего о 120 тыс. погибших.